# 美咲町立旭学園
美咲町立旭学園（みさきちょうりつ あさひがくえん）は、岡山県久米郡美咲町にある小中一貫の義務教育学校。

## 概要
- 本学園は、美咲町旭地区の今後のあり方について、保護者や地域住民などと協議した結果、施設一体型の義務教育学校を創設し、旭中学校と旭小学校を統合し開校する。
- 校舎は、旧旭中学校校舎を継続使用する。

## 沿革
- 2021年（令和3年）9月22日 - 美咲町は、校名を「旭学園」と決定[1]。
- 2023年（令和5年）
  - 2月2日 - 小中合同実施による旭学園説明会開催[2]。
  - 4月1日 - 開校。
  - 4月7日 - 入校式と始業式挙行（対象は第2学年から第9学年(中学3年生相当)まで）[2]。
  - 4月10日 - 第1回入学式挙行（新1年生と新7年生(新中学1年生相当・新7年生は2023年度のみ)）[2]。
  - 5月20日 - 開校式典挙行[2]。
- 2024年（令和6年）
  - 3月12日 - 第1回卒業式挙行[3]。
  - 3月22日 - 最初の前・中期ステージ解団式挙行[3]。
  - 3月26日 - 最初の小学校課程修了式（小学校卒業式相当）挙行[3]。

## 学校教育目標
- 『夢をもち 未来をひらく 旭っ子』の育成

## 周辺
- 美咲町立旭保育園 - 同一敷地内かつ、前期課程（小学校相当）への進学前保育園のひとつ。
- 西川コミュニティセンター - 敷地が隣接
- 久米郡商工会旭支所 - 敷地が隣接
- 国道429号線
- 旭郵便局
- 岡山県警美咲警察署西川駐在所
- （有）小室呉服店 - 本校制服などを扱う衣料品店
- 岡山県道30号落合建部線
- 通谷川

## アクセス
- あさひチェリーバス「旭学園」停留所で下車。